# Cressida Cowell
Cressida Cowell (Londres, 15 d'abril de 1966) és una autora anglesa de literatura infantil, popularment coneguda per la sèrie de novel·les sobre el Singlot Sardina Terrible III, que després va ser adaptada a la pantalla gran per DreamWorks Animació sota el nom Com ensinistrar un drac i es va convertir en una franquícia. Al 2015, la sèrie ha venut més de set milions de còpies a tot el món.
A més de les altres publicacions, Cowell treballa amb l'il·lustrador Neal Layton en la sèrie d'històries d'Emily Brown. El primer conte de la sèrie, Aquest conill pertany a l'Emily Brown, va guanyar un Premi Nestlé de contes per a nens.

## Llista de llibres

### Saga Singlot Sardina Terrible III
- Com ensinistrar un drac (2003)
- Com ser un bon pirata (2004)
- Com parlar dragonès (2005)
- Com salvar-se de la maledicció d'un drac (2006), traduït per Lluisa Moreno i Llort
- How to Train Your Viking, by Toothless the Dragon (2006)
- How to Twist a Dragon's Tale (2007)
- A Hero's Guide to Deadly Dragons (2008)
- How to Ride a Dragon's Storm (2008)
- Com aturar l'erupció d'un volcà (2009)
- How to Break a Dragon's Heart (2009)
- How to Steal a Dragon's Sword (2011)
- The Day of the Dreader (2012)
- How to Seize a Dragon's Jewel (2012)
- How to Betray a Dragon's Hero (2013)
- How to Fight a Dragon's Fury (2015)
- The Complete Book of Dragons: A Guide to Dragon Species (2014)
- A Journal for Heroes (2015)

### Saga EmilyBrown
- Aquest conill pertany a l'Emily Brown (2007)
- Emily Brown and the Thing
- Emily Brown and the Elephant Emergency
- Cheer Up Your Teddy Bear, Emily Brown!

### Saga wizards of once
- The wizards of once
- The Wizards of Once 2 (Twice Magic)

### Altres llibres
- Little Bo Peep’s Troublesome Sheep
- Don't Do That Kitty Kilroy
- What Shall We Do with the Boo-Hoo Baby
- There's No Such Thing as a Ghostie!
- Daddy on the moon
- Hiccup the Seasick Viking

## Premis
- 2006 Premi Nestlé de contes per a nens, Premi d'Or en la categoria de 0 a 5: Aquest conill pertany a l'Emily Brown per Cressida Cowell i Neal Layton (Orchard Books).[5]